# Carlotta Gamba
Carlotta Gamba (Torino, 16 aprile 1997) è un'attrice italiana.

## Biografia
Nata a Torino nel 1997, Carlotta Gamba si trasferisce ad Asti, città d'origine di entrambi i genitori, a seguito del divorzio dei genitori. Successivamente torna a vivere a Torino con la madre dove frequenta il Liceo Coreutico Teatrale Germana Erba e il Conservatorio Giuseppe Verdi della città. Nel periodo di studi inizia a recitare in rappresentazioni presso il Teatro Erba di Torino ed entra a far parte di una band indipendente Junk Food, reinterpretano brani di Leonard Cohen, The Lumineers e Tre Allegri Ragazzi Morti.
Dopo aver conseguito il diploma al liceo e al conservatorio in violoncello, si trasferisce a Roma dove frequenta e si diploma all'Accademia Nazionale d'Arte Drammatica Silvio D'Amico dal 2019 al 2020. Nel periodo di studio è presente nel cast di numerose produzioni teatrali presso il Teatro Duse di Roma.
Nel 2021 debutta al cinema nel film America Latina di Damiano e Fabio D'Innocenzo. Nel 2022 viene scelta da Pupi Avati per interpretare Beatrice Portinari nel film Dante e in Amusia nel ruolo protagonista di Livia Bonazza. Nel 2023 recita in Quando di Walter Veltroni, nel ruolo di Flavia da giovane.
Nel 2024 è presente nei progetti cinematografici Gloria! di Margherita Vicario, Vermiglio di Maura Delpero, e L'albero di Sara Petraglia. Le tre interpretazioni le valgono il conferimento del David Rivelazioni Italiane ai David di Donatello. Nello stesso anno interpreta la co-protagonista Ambra Vitello nella miniserie Dostoevskij per Sky Atlantic, ottenendo una candidatura ai Nastri d'argento - Grandi Serie alla migliore attrice non protagonista.

## Filmografia

### Cinema
- America Latina, regia di Damiano e Fabio D'Innocenzo (2021)
- Dante, regia di Pupi Avati (2022)
- Amusia, regia di Marescotti Ruspoli (2022)
- Quando, regia di Walter Veltroni (2023)
- Billy, regia di Emilia Mazzacurati (2023)
- Gloria!, regia di Margherita Vicario (2024)
- Vermiglio, regia di Maura Delpero (2024)
- L'albero, regia di Sara Petraglia (2024)

### Televisione
- Romulus – serie TV, 2x1 (2022)
- Dostoevskij – miniserie TV, 6 episodi (2024)

## Teatro
- Ragazzi alla Guerra di Troia di Gian Mesturino e Girolamo Angione, regia di Girolamo Angione. Teatro Erba di Torino (2014–2015)
- Il piccolo principe di Antoine de Saint-Exupéry e Girolamo Angione, regia di Girolamo Angione. Teatro Erba di Torino (2016)
- Un tram che si chiama Desiderio di Tennessee Williams, regia di Luciano Caratto. Teatro Erba di Torino (2016)
- My Generation di Francesco Manetti, regia di Tommaso Capodanno. Teatro Duse di Roma (2018)
- Mask V di Michele Monetta, regia di Michele Monetta. Festival dei Due Mondi di Spoleto (2018)
- Hell in a Cell di Francesco Manetti e Monica Vannucchi, regia di Andrea Lucchetta Festival dei Due Mondi di Spoleto (2019)
- Sei personaggi in cerca d'autore di Luigi Pirandello, regia di Luigi Siracusa. Teatro Duse di Roma (2020)

## Riconoscimenti
- David di Donatello
  - 2025 – David Rivelazioni Italiane[14]
- Nastri d'argento - Grandi Serie
  - 2025 – Candidatura alla migliore attrice non protagonista per Dostoevskij[15]
- ShorTS International Film Festival
  - 2024 – Premio Prospettiva[16]